# Le Sexe ni la mort
Le sexe ni la mort : Trois essais sur l'amour et la sexualité est un essai que le philosophe André Comte-Sponville a publié en janvier 2012 aux éditions Albin Michel.

## Présentation et résumé
Le titre est tiré d'une citation de La Rochefoucauld qui a écrit : « Le soleil ni la mort ne se peuvent regarder fixement. » La sexualité aussi échappe au regard et le sexe est comme un soleil où l'amour, qui en émane "s'y réchauffe ou s'y consume". Contrairement aux autres êtres vivant sur Terre, le sexe et l'amour sont pour l'homme des questions auxquelles il doit se confronter et qui font que « l'homme est un animal érotique », le seul qui mette le désir plus haut que le plaisir, ce qui fonde une partie importante de sa relation au monde et marque son univers.
Dans une interview de janvier 2012 au magazine Psychologie, il précise : Nous sommes passés, au XXe siècle, d’une erreur à une autre. On croyait jusque-là que le sexe était le diable. Puis on a voulu en faire un loisir. C’est doublement se méprendre. Le sexe et la morale s’opposent. La morale nous commande de traiter l’autre comme une fin, jamais comme un moyen. Mais sexuellement, traiter l’autre comme un moyen, ou s’offrir à lui comme une chose ou une bête, c’est excitant.
Dans une autre interview à François Busnel dans "La Grande Librairie", l'émission littéraire de France 5, il s'explique sur ses trois textes. Le sexe est une activité naturelle qui a ceci de particulier qu'on ne peut le regarder froidement. Platon partait de l'amour pour aller depuis celui-ci vers le désir pour retomber vers le manque avant de s'élever vers un amour de réalités ontologiquement plus hautes et nobles (cf. "Le Banquet").Mais, pour rester dans l'ordre proprement affectif, le déclin de la passion conduit à l'ennui, voire à la déception : c'est précisément l'idée de déception amoureuse que met en relief Aragon dans son poème Il n'y a pas d'amour heureux.Pour sa part, André Comte-Sponville et par opposition à d'autres philosophes - pour Schopenhauer, par exemple, le manque et le désir demandent à être satisfaits et comblés : s'il ne le sont pas, c'est la souffrance ; s'ils le sont, très rapidement s'installe l'ennui : " La vie est comme un pendule qui oscille de la souffrance à l'ennui ", affirme le pessimiste Schopenhauer (cf. "Compléments au Monde comme Volonté et comme Représentation " : "Métaphysique de l'Amour et de la Mort") - est néanmoins optimiste : il voit dans le véritable amour une autre façon d'aimer, "jouir et se réjouir de..." disait Spinoza : en ce sens, l'amour doit être l'objectif et l'ontologiquement consistant, et ce même s'il est relatif et représente, comme la démocratie, "la moins mauvaise solution". Ce n'est pas tant un problème moral qu'une question de choix d'existence.
La philosophie nous aide à comprendre ces phénomènes : un poète comme Paul Éluard évoque « le dur désir de durer, » ; ainsi, la passion amoureuse laisse la place au désir pour "se réjouir de la présence de l'autre". Il est plus difficile de vivre que de penser, remarque-t-il et, ainsi, « on a besoin de penser sa vie. » En ce qui concerne l'érotisme, il faut considérer l'art de désirer et de faire désirer, au-delà du plaisir proprement dit : selon la formule de René Char : René Char « l'amour réalisé du désir demeure désir. » La sexualité repose sur le paradoxe selon lequel l'être utilise la part la plus charnelle, la plus animale de lui-même pour vivre une expérience humaine, intime avec un autre être. La difficulté conceptuelle vient de ce que l'Occident a d'abord diabolisé le corps à travers ses pratiques culturelles et religieuses puis a considéré le sexe comme un « loisir innocent. » Or il faut dépasser cette contradiction fondamentale entre morale et sexualité et considérer l'autre non comme un moyen mais comme une fin en soi, et ce également dans le domaine de la sexualité.